# Lorenz Christoph Mizler
Lorenz Christoph Mizler von Kolof, noto anche come Wawrzyniec Mitzler de Kolof o Wawrzyniec Mitzler de Koloff (Heidenheim, 26 luglio 1711 – Varsavia, 8 maggio 1778), è stato un medico, matematico, editore e critico musicale tedesco.

## Biografia
Nato nel 1711 da Johann Georg Mizler, un cancelliere del margravio Guglielmo Federico di Brandeburgo-Ansbach, e da sua moglie Barbara Stumpf, Lorenz Christoph Mizler iniziò gli studi con un tale Müller, dal quale apprese anche i primi rudimenti di violino e di flauto.
Dal 1724 al 1730 studiò ad Ansbach, e, nel 1731, si iscrisse alla facoltà di teologia dell'università di Lipsia. Oltre alla teologia i suoi interessi comprendevano musica, matematica, filosofia, legge e scienze naturali, e, fra i suoi insegnanti, ci furono Johann Matthias Gesner, Christian Wolff e Johann Christoph Gottsched. Ottenne il baccellierato nel 1733 e la laurea nel 1734. Durante questo periodo studiò composizione con Johann Sebastian Bach. Nel 1735 si trasferì a Wittenberg per studiare legge e medicina, facendo ritorno a Lipsia nel 1736.
A partire dal 1736 iniziò a tenere conferenze e a pubblicare la Musikalische Bibliothek, una rivista periodica su argomenti di teoria musicale. Nel 1738, insieme a Giacomo de Lucchesini e a Georg Heinrich Bümler, fondò la Correspondierende Societät der musicalischen Wissenschaften, un'associazione dedicata a studi scientifico-musicali. Nel 1743 divenne segretario, insegnante, bibliotecario e matematico del conte Małachowski, dal quale apprese la lingua, la storia e la letteratura polacche. Nel 1747 si laureò in medicina presso l'università di Erfurt, e, nel 1749, si trasferì a Varsavia, dove divenne medico di corte.
In collaborazione con la libreria Załuski, Mitzler pubblicò in Polonia diversi studi scientifici a cadenza periodica: Warschauer Bibliothek (1753-1755), Acta Litteraria (1755-1756), Nowe Wiadomości Ekonomiczne i Uczone (1758-1761 e 1766-1767). A partire dal 1765 pubblicò Monitor (1765-1785). Nel 1756 aprì una tipografia, dalla quale stampò diversi testi storici, come la Collectio magna (1761-1771). Morì a Varsavia nel 1778.